# دیوید پرایس (بازیکن فوتبال)
دیوید پرایس (انگلیسی: David Price؛ زادهٔ ۲۳ ژوئن ۱۹۵۵) بازیکن فوتبال اهل بریتانیا است.
از باشگاه‌هایی که در آن بازی کرده‌است می‌توان به باشگاه فوتبال آرسنال، باشگاه فوتبال کریستال پالاس، باشگاه فوتبال لیتون اورینت، باشگاه فوتبال پیتربورو یونایتد، و باشگاه فوتبال ویلدستون اشاره کرد.